# Turnieje kwalifikacyjne w koszykówce mężczyzn do Letnich Igrzysk Olimpijskich 2024
W czterech turniejach kwalifikacyjnych do Igrzysk Olimpijskich 2024 wzięło udział 24 reprezentacji narodowych, które walczyły o 4 miejsca w turnieju koszykówki mężczyzn podczas Letnich Igrzysk Olimpijskich 2024. Turnieje kwalifikacyjne zostały rozegrane od 2 do 7 lipca 2024 w Walencji, Rydze, Pireusie oraz San Juan. 

## Format
W turniejach kwalifikacyjnych wzięły udział 24 reprezentacje. Trzy miejsca przypadły dla najwyżej sklasyfikowanych podczas mistrzostw świata 2023 reprezentacji ze stref afrykańskiej, amerykańskiej oraz azjatycko–oceanicznej, które nie uzyskały bezpośredniej kwalifikacji olimpijskiej. Szesnaście miejsc przypadło pozostałym najwyżej sklasyfikowanym podczas mistrzostw świata reprezentacjom, które nie uzyskały bezpośredniej kwalifikacji olimpijskiej. Turnieje kwalifikacyjne uzupełniło pięciu zwycięzców turniejów prekwalifikacyjnych. Uczestnicy turniejów kwalifikacyjnych zostali podzieleni na cztery turnieje. W każdym z turniejów brało udział sześć reprezentacji, podzielonych na dwie grupy. Dwie najlepsze drużyny z każdej grupy awansowały do rundy finałowej, w której gra toczyła się będzie na zasadach play-off. Zwycięzca każdego turnieju uzyskał awans na igrzyska olimpijskie.

## Drużyny uczestniczące
| Drużyna                                       | Sposób kwalifikacji                                             |
| Mistrzostwa Świata w Koszykówce Mężczyzn 2023 | Mistrzostwa Świata w Koszykówce Mężczyzn 2023                   |
| --------------------------------------------- | --------------------------------------------------------------- |
| Portoryko                                     | Najwyżej sklasyfikowana drużyna ze strefy amerykańskiej         |
| Egipt                                         | Najwyżej sklasyfikowana drużyna ze strefy afrykańskiej          |
| Nowa Zelandia                                 | Najwyżej sklasyfikowana drużyna ze strefy azjatycko–oceanicznej |
| Łotwa                                         | Szesnaście najwyżej sklasyfikowanych drużyn                     |
| Litwa                                         | Szesnaście najwyżej sklasyfikowanych drużyn                     |
| Słowenia                                      | Szesnaście najwyżej sklasyfikowanych drużyn                     |
| Włochy                                        | Szesnaście najwyżej sklasyfikowanych drużyn                     |
| Hiszpania                                     | Szesnaście najwyżej sklasyfikowanych drużyn                     |
| Czarnogóra                                    | Szesnaście najwyżej sklasyfikowanych drużyn                     |
| Brazylia                                      | Szesnaście najwyżej sklasyfikowanych drużyn                     |
| Dominikana                                    | Szesnaście najwyżej sklasyfikowanych drużyn                     |
| Grecja                                        | Szesnaście najwyżej sklasyfikowanych drużyn                     |
| Gruzja                                        | Szesnaście najwyżej sklasyfikowanych drużyn                     |
| Finlandia                                     | Szesnaście najwyżej sklasyfikowanych drużyn                     |
| Liban                                         | Szesnaście najwyżej sklasyfikowanych drużyn                     |
| Filipiny                                      | Szesnaście najwyżej sklasyfikowanych drużyn                     |
| Meksyk                                        | Szesnaście najwyżej sklasyfikowanych drużyn                     |
| Angola                                        | Szesnaście najwyżej sklasyfikowanych drużyn                     |
| Wybrzeże Kości Słoniowej                      | Szesnaście najwyżej sklasyfikowanych drużyn                     |
| Turnieje prekwalifikacyjne                    |                                                                 |
| Kamerun                                       | Zwycięzca turnieju afrykańskiego                                |
| Bahamy                                        | Zwycięzca turnieju amerykańskiego                               |
| Bahrajn                                       | Zwycięzca turnieju azjatycko–oceanicznego                       |
| Polska                                        | Zwycięzca turnieju europejskiego I                              |
| Chorwacja                                     | Zwycięzca turnieju europejskiego II                             |

## Gospodarze
Gospodarzami turniejów kwalifikacyjnych zostały Walencja, Ryga, Pireus i San Juan.
| Turniej kwalifikacyjny I | Turniej kwalifikacyjny II | Turniej kwalifikacyjny III | Turniej kwalifikacyjny IV    |
| Walencja                 | Ryga                      | Pireus                     | San Juan                     |
| Pabellón Fuente San Luis | Arēna Rīga                | Hala Pokoju i Przyjaźni    | José Miguel Agrelot Coliseum |
| Pojemność: 8000          | Pojemność: 11 200         | Pojemność: 11 640          | Pojemność: 18 500            |
|                          |                           |                            |                              |

## Losowanie

### Podział na koszyki
Drużyny uczestniczące w turniejach kwalifikacyjnych, przed losowaniem, podzielono na sześć koszyków na podstawie rankingu FIBA opublikowanego 10 września 2023 roku.
| Koszyk 1                               | Koszyk 2                              | Koszyk 3                                          | Koszyk 4                                  | Koszyk 5                                                   | Koszyk 6                             |
| -------------------------------------- | ------------------------------------- | ------------------------------------------------- | ----------------------------------------- | ---------------------------------------------------------- | ------------------------------------ |
| - Hiszpania - Łotwa - Litwa - Słowenia | - Brazylia - Włochy - Grecja - Polska | - Portoryko - Czarnogóra - Dominikana - Finlandia | - Nowa Zelandia - Gruzja - Meksyk - Liban | - Chorwacja - Wybrzeże Kości Słoniowej - Angola - Filipiny | - Egipt - Bahamy - Kamerun - Bahrajn |

### Losowanie
Losowanie odbyło się 27 listopada 2023 roku w siedzibie FIBA w szwajcarskim Mies. Każdy turniej kwalifikacyjny skład się z dwóch grup – grupy A oraz grupy B. W trakcie losowania do grup A przydzielane były drużyny z koszyków 1, 4 oraz 5, a do grup B drużyny z koszyków 2, 3 oraz 6. Kryteria losowanie zakładały, że do każdej grupy trafić mogą maksymalnie dwie reprezentacje ze strefy europejskiej, a do każdego turnieju nie więcej niż trzy drużyny ze strefy europejskiej. W każdej grupie mogła znaleźć się maksymalnie jedna drużyna ze strefy amerykańskiej, a w każdym turnieju maksymalnie jedna reprezentacja ze strefy afrykańskiej oraz jedna ze strefy azjatycko–oceanicznej. W wyniku losowania wyłoniono następujące grupy.
| Turniej w Walencji            | Turniej w Rydze                   | Turniej w Pireusie                     | Turniej w San Juan                          |
| Grupa A                       | Grupa A                           | Grupa A                                | Grupa A                                     |
| ----------------------------- | --------------------------------- | -------------------------------------- | ------------------------------------------- |
| - Liban - Angola - Hiszpania  | - Gruzja - Filipiny - Łotwa       | - Słowenia - Nowa Zelandia - Chorwacja | - Meksyk - Wybrzeże Kości Słoniowej - Litwa |
| Grupa B                       | Grupa B                           | Grupa B                                | Grupa B                                     |
| - Finlandia - Polska - Bahamy | - Brazylia - Kamerun - Czarnogóra | - Egipt - Grecja - Dominikana          | - Włochy - Portoryko - Bahrajn              |

## Turniej w Walencji

### Faza grupowa

#### Grupa A

##### Tabela
| Poz. | Reprezentacja | Pkt | Mecze | Mecze | Mecze | Punkty | Punkty | Punkty | Bilans bezpośrednich meczów |
| Poz. | Reprezentacja | Pkt | M     | Z     | P     | zdob.  | str.   | bilans | Bilans bezpośrednich meczów |
| ---- | ------------- | --- | ----- | ----- | ----- | ------ | ------ | ------ | --------------------------- |
| 1.   | Hiszpania     | 4   | 2     | 2     | 0     | 193    | 140    | +53    | -                           |
| 2.   | Liban         | 3   | 2     | 2     | 1     | 133    | 174    | −41    | -                           |
| 3.   | Angola        | 2   | 2     | 0     | 2     | 151    | 163    | −12    | -                           |

     awans do fazy finałowej

##### Wyniki
| 2 lipca 2024 20:30 | Raport | Liban 59 – 104 Hiszpania                         | Liban 59 – 104 Hiszpania | Liban 59 – 104 Hiszpania                |  | Pabellón Fuente San Luis, Walencja Widownia: 4153 Sędziowie: Mārtiņš Kozlovskis (LAT), Johnny Batista (PUR), Blanca Burns (USA) |
| 2 lipca 2024 20:30 | Raport | Rezultaty w kwartach: 18–24, 13–27, 13–27, 15–26 |                          |                                         |  | Pabellón Fuente San Luis, Walencja Widownia: 4153 Sędziowie: Mārtiņš Kozlovskis (LAT), Johnny Batista (PUR), Blanca Burns (USA) |
| 2 lipca 2024 20:30 | Raport | Pkt: Khayat 20 Zb: Khayat 6 As: Spellman 4       |                          | Pkt: Aldama 17 Zb: Aldama 9 As: Brown 9 |  | Pabellón Fuente San Luis, Walencja Widownia: 4153 Sędziowie: Mārtiņš Kozlovskis (LAT), Johnny Batista (PUR), Blanca Burns (USA) |

| 3 lipca 2024 20:30 | Raport | Hiszpania 89 – 81 Angola                          | Hiszpania 89 – 81 Angola | Hiszpania 89 – 81 Angola                      |  | Pabellón Fuente San Luis, Walencja Widownia: 4581 Sędziowie: Jorge Vázquez (PUR), Johnny Batista (PUR), Jewgienij Michejew (KAZ) |
| 3 lipca 2024 20:30 | Raport | Rezultaty w kwartach: 22–17, 24–26, 22–16, 21–22  |                          |                                               |  | Pabellón Fuente San Luis, Walencja Widownia: 4581 Sędziowie: Jorge Vázquez (PUR), Johnny Batista (PUR), Jewgienij Michejew (KAZ) |
| 3 lipca 2024 20:30 | Raport | Pkt: Aldama 24 Zb: W. Hernangómez 10 As: Brown 11 |                          | Pkt: Bango 15 Zb: Fernando 12 As: Gonçalves 5 |  | Pabellón Fuente San Luis, Walencja Widownia: 4581 Sędziowie: Jorge Vázquez (PUR), Johnny Batista (PUR), Jewgienij Michejew (KAZ) |

| 4 lipca 2024 17:30 | Raport | Angola 70 – 74 Liban                            | Angola 70 – 74 Liban | Angola 70 – 74 Liban                              |  | Pabellón Fuente San Luis, Walencja Widownia: 805 Sędziowie: Mārtiņš Kozlovskis (LAT), Juan Fernández (ARG), Boris Krejić (SLO) |
| 4 lipca 2024 17:30 | Raport | Rezultaty w kwartach: 13–19, 11–16, 21–9, 25–30 |                      |                                                   |  | Pabellón Fuente San Luis, Walencja Widownia: 805 Sędziowie: Mārtiņš Kozlovskis (LAT), Juan Fernández (ARG), Boris Krejić (SLO) |
| 4 lipca 2024 17:30 | Raport | Pkt: Gonçalves 13 Zb: Bango 12 As: Fernando 4   |                      | Pkt: Spellman 22 Zb: Spellman 13 As: El Darwich 6 |  | Pabellón Fuente San Luis, Walencja Widownia: 805 Sędziowie: Mārtiņš Kozlovskis (LAT), Juan Fernández (ARG), Boris Krejić (SLO) |

Godziny meczów podane zostały według czasów lokalnych.

#### Grupa B

##### Tabela
| Poz. | Reprezentacja | Pkt | Mecze | Mecze | Mecze | Punkty | Punkty | Punkty | Bilans bezpośrednich meczów |
| Poz. | Reprezentacja | Pkt | M     | Z     | P     | zdob.  | str.   | bilans | Bilans bezpośrednich meczów |
| ---- | ------------- | --- | ----- | ----- | ----- | ------ | ------ | ------ | --------------------------- |
| 1.   | Bahamy        | 4   | 2     | 2     | 0     | 186    | 166    | +20    | -                           |
| 2.   | Finlandia     | 3   | 2     | 1     | 1     | 174    | 184    | −10    | -                           |
| 3.   | Polska        | 2   | 2     | 0     | 2     | 169    | 179    | −10    | -                           |

     awans do fazy finałowej

##### Wyniki
| 2 lipca 2024 17:30 | Raport | Finlandia 85 – 96 Bahamy                               | Finlandia 85 – 96 Bahamy | Finlandia 85 – 96 Bahamy               |  | Pabellón Fuente San Luis, Walencja Widownia: 2731 Sędziowie: Jorge Vázquez (PUR), Boris Krejić (SLO), Martin Vulić (CRO) |
| 2 lipca 2024 17:30 | Raport | Rezultaty w kwartach: 26−27, 28−20, 13−26, 18−23       |                          |                                        |  | Pabellón Fuente San Luis, Walencja Widownia: 2731 Sędziowie: Jorge Vázquez (PUR), Boris Krejić (SLO), Martin Vulić (CRO) |
| 2 lipca 2024 17:30 | Raport | Pkt: Jantunen, Maxhuni 20 Zb: Jantunen 8 As: Maxhuni 6 |                          | Pkt: Hield 24 Zb: Ayton 9 As: Gordon 4 |  | Pabellón Fuente San Luis, Walencja Widownia: 2731 Sędziowie: Jorge Vázquez (PUR), Boris Krejić (SLO), Martin Vulić (CRO) |

| 3 lipca 2024 17:30 | Raport | Bahamy 90 – 81 Polska                            | Bahamy 90 – 81 Polska | Bahamy 90 – 81 Polska                                      |  | Pabellón Fuente San Luis, Walencja Widownia: 2574 Sędziowie: Mārtiņš Kozlovskis (LAT), Juan Fernández (ARG), Blanca Burns (USA) |
| 3 lipca 2024 17:30 | Raport | Rezultaty w kwartach: 30−20, 20−18, 23−21, 17−22 |                       |                                                            |  | Pabellón Fuente San Luis, Walencja Widownia: 2574 Sędziowie: Mārtiņš Kozlovskis (LAT), Juan Fernández (ARG), Blanca Burns (USA) |
| 3 lipca 2024 17:30 | Raport | Pkt: Edgecombe 21 Zb: Ayton 9 As: Hield 10       |                       | Pkt: Balcerowski 22 Zb: Sochan 10 As: Ponitka, Slaughter 4 |  | Pabellón Fuente San Luis, Walencja Widownia: 2574 Sędziowie: Mārtiņš Kozlovskis (LAT), Juan Fernández (ARG), Blanca Burns (USA) |

| 4 lipca 2024 20:30 | Raport | Polska 88 – 89 Finlandia                         | Polska 88 – 89 Finlandia | Polska 88 – 89 Finlandia                             |  | Pabellón Fuente San Luis, Walencja Widownia: 2470 Sędziowie: Jorge Vázquez (PUR), Johnny Batista (PUR), Martin Vulić (CRO) |
| 4 lipca 2024 20:30 | Raport | Rezultaty w kwartach: 24−24, 23−14, 24−22, 17−29 |                          |                                                      |  | Pabellón Fuente San Luis, Walencja Widownia: 2470 Sędziowie: Jorge Vázquez (PUR), Johnny Batista (PUR), Martin Vulić (CRO) |
| 4 lipca 2024 20:30 | Raport | Pkt: Slaughter 21 Zb: Sochan 8 As: Ponitka 7     |                          | Pkt: Jantunen 20 Zb: Nkamhoua 6 As: Maxhuni, Salin 6 |  | Pabellón Fuente San Luis, Walencja Widownia: 2470 Sędziowie: Jorge Vázquez (PUR), Johnny Batista (PUR), Martin Vulić (CRO) |

Godziny meczów podane zostały według czasów lokalnych.

### Faza finałowa
|  |           |           |          |         |    |           |           |       |
|  | Półfinał  | Półfinał  | Półfinał |         |    | Finał     | Finał     | Finał |
|  | Półfinał  | Półfinał  | Półfinał |         |    | Finał     | Finał     | Finał |
|  | 6 lipca   |           |          |         |    |           |           |       |
|  |           |           |          |         |    |           |           |       |
|  | Finlandia | Finlandia | 74       |         |    |           |           |       |
|  | Finlandia | Finlandia | 74       | 7 lipca |    |           |           |       |
|  | Hiszpania | Hiszpania | 81       |         |    |           |           |       |
|  | Hiszpania | Hiszpania | 81       |         |    | Hiszpania | Hiszpania | 86    |
|  | 6 lipca   |           |          |         |    | Hiszpania | Hiszpania | 86    |
|  |           |           | Bahamy   | Bahamy  | 78 |           |           |       |
|  | Bahamy    | Bahamy    | Bahamy   | Bahamy  | 78 | 89        |           |       |
|  | Bahamy    | Bahamy    |          |         |    |           |           |       |
|  | Liban     | Liban     | 72       |         |    |           |           |       |
|  | Liban     | Liban     | 72       |         |    |           |           |       |

#### Wyniki

##### Półfinały
| 6 lipca 2024 17:30 | Raport | Bahamy 89 – 72 Liban                             | Bahamy 89 – 72 Liban | Bahamy 89 – 72 Liban                           |  | Pabellón Fuente San Luis, Walencja Widownia: 2199 Sędziowie: Jorge Vázquez (PUR), Juan Fernández (ARG), Boris Krejić (SLO) |
| 6 lipca 2024 17:30 | Raport | Rezultaty w kwartach: 31−16, 19−20, 13−18, 26−18 |                      |                                                |  | Pabellón Fuente San Luis, Walencja Widownia: 2199 Sędziowie: Jorge Vázquez (PUR), Juan Fernández (ARG), Boris Krejić (SLO) |
| 6 lipca 2024 17:30 | Raport | Pkt: Ayton 24 Zb: Ayton 15 As: Hield 10          |                      | Pkt: El Darwich 22 Zb: Mansour 6 As: Mansour 7 |  | Pabellón Fuente San Luis, Walencja Widownia: 2199 Sędziowie: Jorge Vázquez (PUR), Juan Fernández (ARG), Boris Krejić (SLO) |

| 6 lipca 2024 20:30 | Raport | Finlandia 74 – 81 Hiszpania                      | Finlandia 74 – 81 Hiszpania | Finlandia 74 – 81 Hiszpania                     |  | Pabellón Fuente San Luis, Walencja Widownia: 5132 Sędziowie: Mārtiņš Kozlovskis (LAT), Johnny Batista (PUR), Blanca Burns (USA) |
| 6 lipca 2024 20:30 | Raport | Rezultaty w kwartach: 20−17, 10−21, 29−18, 15−25 |                             |                                                 |  | Pabellón Fuente San Luis, Walencja Widownia: 5132 Sędziowie: Mārtiņš Kozlovskis (LAT), Johnny Batista (PUR), Blanca Burns (USA) |
| 6 lipca 2024 20:30 | Raport | Pkt: Gustavson 15 Zb: Jantunen 9 As: Little 4    |                             | Pkt: W. Hernangómez 28 Zb: Aldama 8 As: Brown 7 |  | Pabellón Fuente San Luis, Walencja Widownia: 5132 Sędziowie: Mārtiņš Kozlovskis (LAT), Johnny Batista (PUR), Blanca Burns (USA) |

##### Finał
| 7 lipca 2024 20:30 | Raport | Hiszpania 86 – 78 Bahamy                                 | Hiszpania 86 – 78 Bahamy | Hiszpania 86 – 78 Bahamy                   |  | Pabellón Fuente San Luis, Walencja Widownia: 7035 Sędziowie: Mārtiņš Kozlovskis (LAT), Johnny Batista (PUR), Boris Krejić (SLO) |
| 7 lipca 2024 20:30 | Raport | Rezultaty w kwartach: 17−17, 25−17, 23−22, 21−22         |                          |                                            |  | Pabellón Fuente San Luis, Walencja Widownia: 7035 Sędziowie: Mārtiņš Kozlovskis (LAT), Johnny Batista (PUR), Boris Krejić (SLO) |
| 7 lipca 2024 20:30 | Raport | Pkt: Brown 18 Zb: Aldama, W. Hernangómez 7 As: Díaz 4    |                          | Pkt: Hield 19 Zb: Ayton 14 As: Edgecombe 5 |  | Pabellón Fuente San Luis, Walencja Widownia: 7035 Sędziowie: Mārtiņš Kozlovskis (LAT), Johnny Batista (PUR), Boris Krejić (SLO) |
| 7 lipca 2024 20:30 | Raport | Hiszpania awansowała na Letnie Igrzyska Olimpijskie 2024 |                          |                                            |  | Pabellón Fuente San Luis, Walencja Widownia: 7035 Sędziowie: Mārtiņš Kozlovskis (LAT), Johnny Batista (PUR), Boris Krejić (SLO) |

Godziny meczów podane zostały według czasów lokalnych.

## Turniej w Rydze

### Faza grupowa

#### Grupa A

##### Tabela
| Poz. | Reprezentacja | Pkt | Mecze | Mecze | Mecze | Punkty | Punkty | Punkty | Bilans bezpośrednich meczów |
| Poz. | Reprezentacja | Pkt | M     | Z     | P     | zdob.  | str.   | bilans | Bilans bezpośrednich meczów |
| ---- | ------------- | --- | ----- | ----- | ----- | ------ | ------ | ------ | --------------------------- |
| 1.   | Łotwa         | 3   | 2     | 1     | 1     | 163    | 144    | +19    | -                           |
| 2.   | Filipiny      | 3   | 2     | 1     | 1     | 183    | 176    | +7     | -                           |
| 3.   | Gruzja        | 3   | 2     | 1     | 1     | 151    | 177    | −26    | -                           |

     awans do fazy finałowej

##### Wyniki
| 2 lipca 2024 19:00 | Raport | Gruzja 55 – 83 Łotwa                                         | Gruzja 55 – 83 Łotwa | Gruzja 55 – 83 Łotwa                                |  | Arēna Rīga, Ryga Widownia: 8955 Sędziowie: Omar Bermúdez (MEX), Wojciech Liszka (POL), Luis Castillo (ESP) |
| 2 lipca 2024 19:00 | Raport | Rezultaty w kwartach: 13−17, 11−28, 17−13, 14−25             |                      |                                                     |  | Arēna Rīga, Ryga Widownia: 8955 Sędziowie: Omar Bermúdez (MEX), Wojciech Liszka (POL), Luis Castillo (ESP) |
| 2 lipca 2024 19:00 | Raport | Pkt: Mamukelaszwili 14 Zb: Bitadze 6 As: trzech zawodników 2 |                      | Pkt: Strautiņš 18 Zb: Mejeris, Šmits 7 As: Žagars 6 |  | Arēna Rīga, Ryga Widownia: 8955 Sędziowie: Omar Bermúdez (MEX), Wojciech Liszka (POL), Luis Castillo (ESP) |

| 3 lipca 2024 19:00 | Raport | Łotwa 80 – 89 Filipiny                               | Łotwa 80 – 89 Filipiny | Łotwa 80 – 89 Filipiny                         |  | Arēna Rīga, Ryga Widownia: 8835 Sędziowie: Ademir Zurapović (BIH), Wojciech Liszka (POL), Kerem Baki (TUR) |
| 3 lipca 2024 19:00 | Raport | Rezultaty w kwartach: 16−32, 22−22, 18−23, 24−12     |                        |                                                |  | Arēna Rīga, Ryga Widownia: 8835 Sędziowie: Ademir Zurapović (BIH), Wojciech Liszka (POL), Kerem Baki (TUR) |
| 3 lipca 2024 19:00 | Raport | Pkt: Kurucs 18 Zb: Kurucs 7 As: Strēlnieks, Zoriks 5 |                        | Pkt: Brownlee 26 Zb: Brownlee 9 As: Brownlee 9 |  | Arēna Rīga, Ryga Widownia: 8835 Sędziowie: Ademir Zurapović (BIH), Wojciech Liszka (POL), Kerem Baki (TUR) |

| 4 lipca 2024 15:30 | Raport | Filipiny 94 – 96 Gruzja                          | Filipiny 94 – 96 Gruzja | Filipiny 94 – 96 Gruzja                               |  | Arēna Rīga, Ryga Widownia: 531 Sędziowie: Ademir Zurapović (BIH), Omar Bermúdez (MEX), Kerem Baki (TUR) |
| 4 lipca 2024 15:30 | Raport | Rezultaty w kwartach: 17−28, 26−27, 31−19, 20−22 |                         |                                                       |  | Arēna Rīga, Ryga Widownia: 531 Sędziowie: Ademir Zurapović (BIH), Omar Bermúdez (MEX), Kerem Baki (TUR) |
| 4 lipca 2024 15:30 | Raport | Pkt: Brownlee 28 Zb: Brownlee 8 As: Brownlee 8   |                         | Pkt: Mamukelaszwili 26 Zb: Bitadze 11 As: Thomasson 8 |  | Arēna Rīga, Ryga Widownia: 531 Sędziowie: Ademir Zurapović (BIH), Omar Bermúdez (MEX), Kerem Baki (TUR) |

Godziny meczów podane zostały według czasów lokalnych.

#### Grupa B

##### Tabela
| Poz. | Reprezentacja | Pkt | Mecze | Mecze | Mecze | Punkty | Punkty | Punkty | Bilans bezpośrednich meczów |
| Poz. | Reprezentacja | Pkt | M     | Z     | P     | zdob.  | str.   | bilans | Bilans bezpośrednich meczów |
| ---- | ------------- | --- | ----- | ----- | ----- | ------ | ------ | ------ | --------------------------- |
| 1.   | Brazylia      | 3   | 2     | 1     | 1     | 155    | 149    | +6     | -                           |
| 2.   | Kamerun       | 3   | 2     | 1     | 1     | 143    | 144    | −1     | -                           |
| 3.   | Czarnogóra    | 3   | 2     | 1     | 1     | 142    | 147    | −5     | -                           |

     awans do fazy finałowej

##### Wyniki
| 2 lipca 2024 15:30 | Raport | Brazylia 81 – 72 Czarnogóra                      | Brazylia 81 – 72 Czarnogóra | Brazylia 81 – 72 Czarnogóra                           |  | Arēna Rīga, Ryga Widownia: 1022 Sędziowie: Ademir Zurapović (BIH), Takaki Kato (JPN), Jenna Jordan Reneau (USA) |
| 2 lipca 2024 15:30 | Raport | Rezultaty w kwartach: 15−23, 21−19, 16−14, 29−16 |                             |                                                       |  | Arēna Rīga, Ryga Widownia: 1022 Sędziowie: Ademir Zurapović (BIH), Takaki Kato (JPN), Jenna Jordan Reneau (USA) |
| 2 lipca 2024 15:30 | Raport | Pkt: Caboclo 25 Zb: Caboclo 9 As: Yago 5         |                             | Pkt: Vučević 17 Zb: Vučević 13 As: Perry, Simonović 3 |  | Arēna Rīga, Ryga Widownia: 1022 Sędziowie: Ademir Zurapović (BIH), Takaki Kato (JPN), Jenna Jordan Reneau (USA) |

| 3 lipca 2024 15:30 | Raport | Czarnogóra 70 – 66 Kamerun                            | Czarnogóra 70 – 66 Kamerun | Czarnogóra 70 – 66 Kamerun                           |  | Arēna Rīga, Ryga Widownia: 622 Sędziowie: Luis Castillo (ESP), Omar Bermúdez (MEX), Wael Mostafa (EGY) |
| 3 lipca 2024 15:30 | Raport | Rezultaty w kwartach: 16−13, 13−19, 20−10, 21−24      |                            |                                                      |  | Arēna Rīga, Ryga Widownia: 622 Sędziowie: Luis Castillo (ESP), Omar Bermúdez (MEX), Wael Mostafa (EGY) |
| 3 lipca 2024 15:30 | Raport | Pkt: Simonović 18 Zb: Vučević 14 As: Perry, Popović 5 |                            | Pkt: Ateba, Bayehe 14 Zb: Eyaga Bidias 6 As: Hill 10 |  | Arēna Rīga, Ryga Widownia: 622 Sędziowie: Luis Castillo (ESP), Omar Bermúdez (MEX), Wael Mostafa (EGY) |

| 4 lipca 2024 19:00 | Raport | Kamerun 77 – 74 Brazylia                        | Kamerun 77 – 74 Brazylia | Kamerun 77 – 74 Brazylia                            |  | Arēna Rīga, Ryga Widownia: 656 Sędziowie: Takaki Kato (JPN), Wojciech Liszka (POL), Jenna Jordan Reneau (USA) |
| 4 lipca 2024 19:00 | Raport | Rezultaty w kwartach: 29−27, 27−12, 12−16, 9−19 |                          |                                                     |  | Arēna Rīga, Ryga Widownia: 656 Sędziowie: Takaki Kato (JPN), Wojciech Liszka (POL), Jenna Jordan Reneau (USA) |
| 4 lipca 2024 19:00 | Raport | Pkt: Hill 22 Zb: Hill 6 As: Hill 6              |                          | Pkt: Meindl 19 Zb: Dias, Yago 6 As: Huertas, Yago 7 |  | Arēna Rīga, Ryga Widownia: 656 Sędziowie: Takaki Kato (JPN), Wojciech Liszka (POL), Jenna Jordan Reneau (USA) |

Godziny meczów podane zostały według czasów lokalnych.

### Faza finałowa
|  |          |          |          |          |    |       |       |       |
|  | Półfinał | Półfinał | Półfinał |          |    | Finał | Finał | Finał |
|  | Półfinał | Półfinał | Półfinał |          |    | Finał | Finał | Finał |
|  | 6 lipca  |          |          |          |    |       |       |       |
|  |          |          |          |          |    |       |       |       |
|  | Kamerun  | Kamerun  | 59       |          |    |       |       |       |
|  | Kamerun  | Kamerun  | 59       | 7 lipca  |    |       |       |       |
|  | Łotwa    | Łotwa    | 72       |          |    |       |       |       |
|  | Łotwa    | Łotwa    | 72       |          |    | Łotwa | Łotwa | 69    |
|  | 6 lipca  |          |          |          |    | Łotwa | Łotwa | 69    |
|  |          |          | Brazylia | Brazylia | 94 |       |       |       |
|  | Brazylia | Brazylia | Brazylia | Brazylia | 94 | 71    |       |       |
|  | Brazylia | Brazylia |          |          |    |       |       |       |
|  | Filipiny | Filipiny | 60       |          |    |       |       |       |
|  | Filipiny | Filipiny | 60       |          |    |       |       |       |

#### Wyniki

##### Półfinały
| 6 lipca 2024 15:30 | Raport | Brazylia 71 – 60 Filipiny                       | Brazylia 71 – 60 Filipiny | Brazylia 71 – 60 Filipiny                   |  | Arēna Rīga, Ryga Widownia: 837 Sędziowie: Omar Bermúdez (MEX), Wojciech Liszka (POL), Kerem Baki (TUR) |
| 6 lipca 2024 15:30 | Raport | Rezultaty w kwartach: 12−22, 15−11, 24−6, 20−21 |                           |                                             |  | Arēna Rīga, Ryga Widownia: 837 Sędziowie: Omar Bermúdez (MEX), Wojciech Liszka (POL), Kerem Baki (TUR) |
| 6 lipca 2024 15:30 | Raport | Pkt: Caboclo 15 Zb: Caboclo 11 As: Huertas 7    |                           | Pkt: Brownlee 15 Zb: Fajardo 10 As: Ramos 3 |  | Arēna Rīga, Ryga Widownia: 837 Sędziowie: Omar Bermúdez (MEX), Wojciech Liszka (POL), Kerem Baki (TUR) |

| 6 lipca 2024 19:00 | Raport | Kamerun 59 – 72 Łotwa                           | Kamerun 59 – 72 Łotwa | Kamerun 59 – 72 Łotwa                      |  | Arēna Rīga, Ryga Widownia: 9329 Sędziowie: Ademir Zurapović (BIH), Luis Castillo (ESP), Takaki Kato (JPN) |
| 6 lipca 2024 19:00 | Raport | Rezultaty w kwartach: 19−23, 16−15, 15−15, 9−19 |                       |                                            |  | Arēna Rīga, Ryga Widownia: 9329 Sędziowie: Ademir Zurapović (BIH), Luis Castillo (ESP), Takaki Kato (JPN) |
| 6 lipca 2024 19:00 | Raport | Pkt: Narace 14 Zb: Bayehe, Chong 7 As: Hill 3   |                       | Pkt: Lomažs 20 Zb: Mejeris 10 As: Žagars 5 |  | Arēna Rīga, Ryga Widownia: 9329 Sędziowie: Ademir Zurapović (BIH), Luis Castillo (ESP), Takaki Kato (JPN) |

##### Finał
| 7 lipca 2024 19:00 | Raport | Łotwa 69 – 94 Brazylia                                  | Łotwa 69 – 94 Brazylia | Łotwa 69 – 94 Brazylia                     |  | Arēna Rīga, Ryga Widownia: 9430 Sędziowie: Omar Bermúdez (MEX), Wojciech Liszka (POL), Luis Castillo (ESP) |
| 7 lipca 2024 19:00 | Raport | Rezultaty w kwartach: 11−34, 22−15, 13−23, 23−22        |                        |                                            |  | Arēna Rīga, Ryga Widownia: 9430 Sędziowie: Omar Bermúdez (MEX), Wojciech Liszka (POL), Luis Castillo (ESP) |
| 7 lipca 2024 19:00 | Raport | Pkt: Lomažs 15 Zb: Mejeris 6 As: Žagars 4               |                        | Pkt: Caboclo 21 Zb: Meindl 9 As: Huertas 7 |  | Arēna Rīga, Ryga Widownia: 9430 Sędziowie: Omar Bermúdez (MEX), Wojciech Liszka (POL), Luis Castillo (ESP) |
| 7 lipca 2024 19:00 | Raport | Brazylia awansowała na Letnie Igrzyska Olimpijskie 2024 |                        |                                            |  | Arēna Rīga, Ryga Widownia: 9430 Sędziowie: Omar Bermúdez (MEX), Wojciech Liszka (POL), Luis Castillo (ESP) |

Godziny meczów podane zostały według czasów lokalnych.

## Turniej w Pireusie

### Faza grupowa

#### Grupa A

##### Tabela
| Poz. | Reprezentacja | Pkt | Mecze | Mecze | Mecze | Punkty | Punkty | Punkty | Bilans bezpośrednich meczów |
| Poz. | Reprezentacja | Pkt | M     | Z     | P     | zdob.  | str.   | bilans | Bilans bezpośrednich meczów |
| ---- | ------------- | --- | ----- | ----- | ----- | ------ | ------ | ------ | --------------------------- |
| 1.   | Chorwacja     | 3   | 2     | 1     | 1     | 194    | 182    | +12    | -                           |
| 2.   | Słowenia      | 3   | 2     | 1     | 1     | 196    | 186    | +10    | -                           |
| 3.   | Nowa Zelandia | 3   | 2     | 1     | 1     | 168    | 190    | −22    | -                           |

     awans do fazy finałowej

##### Wyniki
| 2 lipca 2024 21:00 | Raport | Słowenia 92 – 108 Chorwacja                      | Słowenia 92 – 108 Chorwacja | Słowenia 92 – 108 Chorwacja                 |  | Hala Pokoju i Przyjaźni, Pireus Widownia: 4109 Sędziowie: Luis Vázquez (PUR), Gatis Saliņš (LAT), Daniel García (VEN) |
| 2 lipca 2024 21:00 | Raport | Rezultaty w kwartach: 16−31, 25−23, 27−39, 24−15 |                             |                                             |  | Hala Pokoju i Przyjaźni, Pireus Widownia: 4109 Sędziowie: Luis Vázquez (PUR), Gatis Saliņš (LAT), Daniel García (VEN) |
| 2 lipca 2024 21:00 | Raport | Pkt: Dončić 26 Zb: Dončić 11 As: Dončić 10       |                             | Pkt: Filipović 21 Zb: Šarić 10 As: Šarić 10 |  | Hala Pokoju i Przyjaźni, Pireus Widownia: 4109 Sędziowie: Luis Vázquez (PUR), Gatis Saliņš (LAT), Daniel García (VEN) |

| 3 lipca 2024 17:30 | Raport | Chorwacja 86 – 90 Nowa Zelandia                 | Chorwacja 86 – 90 Nowa Zelandia | Chorwacja 86 – 90 Nowa Zelandia        |  | Hala Pokoju i Przyjaźni, Pireus Widownia: 396 Sędziowie: Manuel Mazzoni (ITA), Julio Anaya (PAN), Ahmed Al-Shuwaili (IRQ) |
| 3 lipca 2024 17:30 | Raport | Rezultaty w kwartach: 29−28, 31−27, 19−19, 7−16 |                                 |                                        |  | Hala Pokoju i Przyjaźni, Pireus Widownia: 396 Sędziowie: Manuel Mazzoni (ITA), Julio Anaya (PAN), Ahmed Al-Shuwaili (IRQ) |
| 3 lipca 2024 17:30 | Raport | Pkt: Zubac 29 Zb: Zubac 16 As: Hezonja 6        |                                 | Pkt: Webster 21 Zb: Delany 9 As: Ili 4 |  | Hala Pokoju i Przyjaźni, Pireus Widownia: 396 Sędziowie: Manuel Mazzoni (ITA), Julio Anaya (PAN), Ahmed Al-Shuwaili (IRQ) |

| 4 lipca 2024 17:30 | Raport | Nowa Zelandia 78 – 104 Słowenia                 | Nowa Zelandia 78 – 104 Słowenia | Nowa Zelandia 78 – 104 Słowenia          |  | Hala Pokoju i Przyjaźni, Pireus Widownia: 1885 Sędziowie: Roberto Vázquez (PUR), Julio Anaya (PAN), Amy Bonner (USA) |
| 4 lipca 2024 17:30 | Raport | Rezultaty w kwartach: 9−27, 30−19, 18−31, 21−27 |                                 |                                          |  | Hala Pokoju i Przyjaźni, Pireus Widownia: 1885 Sędziowie: Roberto Vázquez (PUR), Julio Anaya (PAN), Amy Bonner (USA) |
| 4 lipca 2024 17:30 | Raport | Pkt: Ili 28 Zb: Ili 10 As: Ili 4                |                                 | Pkt: Dončić 36 Zb: Nebo 12 As: Dončić 10 |  | Hala Pokoju i Przyjaźni, Pireus Widownia: 1885 Sędziowie: Roberto Vázquez (PUR), Julio Anaya (PAN), Amy Bonner (USA) |

Godziny meczów podane zostały według czasów lokalnych.

#### Grupa B

##### Tabela
| Poz. | Reprezentacja | Pkt | Mecze | Mecze | Mecze | Punkty | Punkty | Punkty | Bilans bezpośrednich meczów |
| Poz. | Reprezentacja | Pkt | M     | Z     | P     | zdob.  | str.   | bilans | Bilans bezpośrednich meczów |
| ---- | ------------- | --- | ----- | ----- | ----- | ------ | ------ | ------ | --------------------------- |
| 1.   | Grecja        | 4   | 2     | 2     | 0     | 202    | 153    | +49    | -                           |
| 2.   | Dominikana    | 2   | 2     | 1     | 1     | 172    | 186    | −14    | -                           |
| 3.   | Egipt         | 2   | 2     | 0     | 2     | 148    | 183    | −35    | -                           |

     awans do fazy finałowej

##### Wyniki
| 2 lipca 2024 17:30 | Raport | Egipt 77 – 90 Dominikana                           | Egipt 77 – 90 Dominikana | Egipt 77 – 90 Dominikana                |  | Hala Pokoju i Przyjaźni, Pireus Widownia: 493 Sędziowie: Julio Anaya (PAN), Manuel Mazzoni (ITA), Scott Beker (AUS) |
| 2 lipca 2024 17:30 | Raport | Rezultaty w kwartach: 22−16, 9−27, 17−25, 29−22    |                          |                                         |  | Hala Pokoju i Przyjaźni, Pireus Widownia: 493 Sędziowie: Julio Anaya (PAN), Manuel Mazzoni (ITA), Scott Beker (AUS) |
| 2 lipca 2024 17:30 | Raport | Pkt: Metwaly 24 Zb: El-Sheikh, Oraby 4 As: Gendy 4 |                          | Pkt: Montero 17 Zb: Nunez 9 As: Feliz 5 |  | Hala Pokoju i Przyjaźni, Pireus Widownia: 493 Sędziowie: Julio Anaya (PAN), Manuel Mazzoni (ITA), Scott Beker (AUS) |

| 3 lipca 2024 21:00 | Raport | Dominikana 82 – 109 Grecja                         | Dominikana 82 – 109 Grecja | Dominikana 82 – 109 Grecja                            |  | Hala Pokoju i Przyjaźni, Pireus Widownia: 11648 Sędziowie: Luis Vázquez (PUR), Gatis Saliņš (LAT), Amy Bonner (USA) |
| 3 lipca 2024 21:00 | Raport | Rezultaty w kwartach: 15−25, 26−31, 24−24, 17−29   |                            |                                                       |  | Hala Pokoju i Przyjaźni, Pireus Widownia: 11648 Sędziowie: Luis Vázquez (PUR), Gatis Saliņš (LAT), Amy Bonner (USA) |
| 3 lipca 2024 21:00 | Raport | Pkt: Duarte 26 Zb: Montero, Santos 5 As: Montero 5 |                            | Pkt: J. Andetokunmbo 32 Zb: Mitoglu 6 As: Calathes 11 |  | Hala Pokoju i Przyjaźni, Pireus Widownia: 11648 Sędziowie: Luis Vázquez (PUR), Gatis Saliņš (LAT), Amy Bonner (USA) |

| 4 lipca 2024 21:00 | Raport | Grecja 93 – 71 Egipt                                                | Grecja 93 – 71 Egipt | Grecja 93 – 71 Egipt                              |  | Hala Pokoju i Przyjaźni, Pireus Widownia: 11216 Sędziowie: Manuel Mazzoni (ITA), Daniel García (VEN), Scott Beker (AUS) |
| 4 lipca 2024 21:00 | Raport | Rezultaty w kwartach: 20−12, 22−26, 26−14, 25−19                    |                      |                                                   |  | Hala Pokoju i Przyjaźni, Pireus Widownia: 11216 Sędziowie: Manuel Mazzoni (ITA), Daniel García (VEN), Scott Beker (AUS) |
| 4 lipca 2024 21:00 | Raport | Pkt: Mitoglu, Papajanis 16 Zb: Calathes, Papajanis 5 As: Calathes 9 |                      | Pkt: Metwaly 22 Zb: Mahmoud, Oraby 6 As: Refaat 4 |  | Hala Pokoju i Przyjaźni, Pireus Widownia: 11216 Sędziowie: Manuel Mazzoni (ITA), Daniel García (VEN), Scott Beker (AUS) |

Godziny meczów podane zostały według czasów lokalnych.

### Faza finałowa
|  |            |            |          |         |    |           |           |       |
|  | Półfinał   | Półfinał   | Półfinał |         |    | Finał     | Finał     | Finał |
|  | Półfinał   | Półfinał   | Półfinał |         |    | Finał     | Finał     | Finał |
|  | 6 lipca    |            |          |         |    |           |           |       |
|  |            |            |          |         |    |           |           |       |
|  | Dominikana | Dominikana | 77       |         |    |           |           |       |
|  | Dominikana | Dominikana | 77       | 7 lipca |    |           |           |       |
|  | Chorwacja  | Chorwacja  | 80       |         |    |           |           |       |
|  | Chorwacja  | Chorwacja  | 80       |         |    | Chorwacja | Chorwacja | 69    |
|  | 6 lipca    |            |          |         |    | Chorwacja | Chorwacja | 69    |
|  |            |            | Grecja   | Grecja  | 80 |           |           |       |
|  | Grecja     | Grecja     | Grecja   | Grecja  | 80 | 96        |           |       |
|  | Grecja     | Grecja     |          |         |    |           |           |       |
|  | Słowenia   | Słowenia   | 68       |         |    |           |           |       |
|  | Słowenia   | Słowenia   | 68       |         |    |           |           |       |

#### Wyniki

##### Półfinały
| 6 lipca 2024 17:30 | Raport | Grecja 96 – 68 Słowenia                          | Grecja 96 – 68 Słowenia | Grecja 96 – 68 Słowenia                        |  | Hala Pokoju i Przyjaźni, Pireus Widownia: 11998 Sędziowie: Luis Vázquez (PUR), Gatis Saliņš (LAT), Amy Bonner (USA) |
| 6 lipca 2024 17:30 | Raport | Rezultaty w kwartach: 32−14, 15−19, 19−17, 25−10 |                         |                                                |  | Hala Pokoju i Przyjaźni, Pireus Widownia: 11998 Sędziowie: Luis Vázquez (PUR), Gatis Saliņš (LAT), Amy Bonner (USA) |
| 6 lipca 2024 17:30 | Raport | Pkt: Walkup 19 Zb: Papajanis 10 As: Calathes 11  |                         | Pkt: Dončić 21 Zb: Dončić, Nebo 7 As: Dončić 5 |  | Hala Pokoju i Przyjaźni, Pireus Widownia: 11998 Sędziowie: Luis Vázquez (PUR), Gatis Saliņš (LAT), Amy Bonner (USA) |

| 6 lipca 2024 21:00 | Raport | Dominikana 77 – 80 Chorwacja                               | Dominikana 77 – 80 Chorwacja | Dominikana 77 – 80 Chorwacja            |  | Hala Pokoju i Przyjaźni, Pireus Widownia: 1907 Sędziowie: Julio Anaya (PAN), Manuel Mazzoni (ITA), Ahmed Al-Shuwaili (IRQ) |
| 6 lipca 2024 21:00 | Raport | Rezultaty w kwartach: 15−16, 17−21, 21−16, 24−27           |                              |                                         |  | Hala Pokoju i Przyjaźni, Pireus Widownia: 1907 Sędziowie: Julio Anaya (PAN), Manuel Mazzoni (ITA), Ahmed Al-Shuwaili (IRQ) |
| 6 lipca 2024 21:00 | Raport | Pkt: Duarte 17 Zb: Montero, Santos 5 As: Duarte, Montero 4 |                              | Pkt: Zubac 25 Zb: Zubac 9 As: Hezonja 4 |  | Hala Pokoju i Przyjaźni, Pireus Widownia: 1907 Sędziowie: Julio Anaya (PAN), Manuel Mazzoni (ITA), Ahmed Al-Shuwaili (IRQ) |

#### Finał
| 7 lipca 2024 21:00 | Raport | Chorwacja 69 – 80 Grecja                              | Chorwacja 69 – 80 Grecja | Chorwacja 69 – 80 Grecja                                      |  | Hala Pokoju i Przyjaźni, Pireus Widownia: 11810 Sędziowie: Roberto Vázquez (PUR), Gatis Saliņš (LAT), Julio Anaya (PAN) |
| 7 lipca 2024 21:00 | Raport | Rezultaty w kwartach: 22−22, 17−23, 14−21, 16−14      |                          |                                                               |  | Hala Pokoju i Przyjaźni, Pireus Widownia: 11810 Sędziowie: Roberto Vázquez (PUR), Gatis Saliņš (LAT), Julio Anaya (PAN) |
| 7 lipca 2024 21:00 | Raport | Pkt: Zubac 19 Zb: Šarić, Zubac 12 As: Smith 7         |                          | Pkt: J. Andetokunmbo 23 Zb: J. Andetokunmbo 8 As: Calathes 11 |  | Hala Pokoju i Przyjaźni, Pireus Widownia: 11810 Sędziowie: Roberto Vázquez (PUR), Gatis Saliņš (LAT), Julio Anaya (PAN) |
| 7 lipca 2024 21:00 | Raport | Grecja awansowała na Letnie Igrzyska Olimpijskie 2024 |                          |                                                               |  | Hala Pokoju i Przyjaźni, Pireus Widownia: 11810 Sędziowie: Roberto Vázquez (PUR), Gatis Saliņš (LAT), Julio Anaya (PAN) |

Godziny meczów podane zostały według czasów lokalnych.

## Turniej w San Juan

### Faza grupowa

#### Grupa A

##### Tabela
| Poz. | Reprezentacja            | Pkt | Mecze | Mecze | Mecze | Punkty | Punkty | Punkty | Bilans bezpośrednich meczów |
| Poz. | Reprezentacja            | Pkt | M     | Z     | P     | zdob.  | str.   | bilans | Bilans bezpośrednich meczów |
| ---- | ------------------------ | --- | ----- | ----- | ----- | ------ | ------ | ------ | --------------------------- |
| 1.   | Litwa                    | 4   | 2     | 2     | 0     | 193    | 177    | +16    | -                           |
| 2.   | Meksyk                   | 3   | 2     | 1     | 1     | 176    | 177    | −1     | -                           |
| 3.   | Wybrzeże Kości Słoniowej | 2   | 2     | 0     | 2     | 174    | 189    | −15    | -                           |

     awans do fazy finałowej

##### Wyniki
| 2 lipca 2024 20:30 | Raport | Meksyk 84 – 96 Litwa                             | Meksyk 84 – 96 Litwa | Meksyk 84 – 96 Litwa                             |  | José Miguel Agrelot Coliseum, San Juan Widownia: 2485 Sędziowie: Antonio Conde (ESP), Andrés Bartel (URU), Kristian Páez (ECU) |
| 2 lipca 2024 20:30 | Raport | Rezultaty w kwartach: 26−29, 18−20, 17−34, 23−13 |                      |                                                  |  | José Miguel Agrelot Coliseum, San Juan Widownia: 2485 Sędziowie: Antonio Conde (ESP), Andrés Bartel (URU), Kristian Páez (ECU) |
| 2 lipca 2024 20:30 | Raport | Pkt: Ibarra 18 Zb: Girón, Ibarra 6 As: Stoll 12  |                      | Pkt: Grigonis 21 Zb: Sabonis 11 As: Jokubaitis 6 |  | José Miguel Agrelot Coliseum, San Juan Widownia: 2485 Sędziowie: Antonio Conde (ESP), Andrés Bartel (URU), Kristian Páez (ECU) |

| 3 lipca 2024 17:30 | Raport | Litwa 97 – 93 Wybrzeże Kości Słoniowej           | Litwa 97 – 93 Wybrzeże Kości Słoniowej | Litwa 97 – 93 Wybrzeże Kości Słoniowej                |  | José Miguel Agrelot Coliseum, San Juan Widownia: 3227 Sędziowie: Yohan Rosso (FRA), Rabah Noujaim (LBN), James Boyer (AUS) |
| 3 lipca 2024 17:30 | Raport | Rezultaty w kwartach: 24−18, 23−24, 18−30, 32−21 |                                        |                                                       |  | José Miguel Agrelot Coliseum, San Juan Widownia: 3227 Sędziowie: Yohan Rosso (FRA), Rabah Noujaim (LBN), James Boyer (AUS) |
| 3 lipca 2024 17:30 | Raport | Pkt: Sabonis 22 Zb: Sabonis 9 As: Grigonis 7     |                                        | Pkt: Thompson 18 Zb: Kouadio, Moularé 5 As: Moularé 7 |  | José Miguel Agrelot Coliseum, San Juan Widownia: 3227 Sędziowie: Yohan Rosso (FRA), Rabah Noujaim (LBN), James Boyer (AUS) |

| 4 lipca 2024 17:30 | Raport | Wybrzeże Kości Słoniowej 81 – 92 Meksyk                      | Wybrzeże Kości Słoniowej 81 – 92 Meksyk | Wybrzeże Kości Słoniowej 81 – 92 Meksyk  |  | José Miguel Agrelot Coliseum, San Juan Widownia: 3758 Sędziowie: Antonio Conde (ESP), Kristian Páez (ECU), Péter Praksch (HUN) |
| 4 lipca 2024 17:30 | Raport | Rezultaty w kwartach: 25−22, 21−22, 23−24, 12−24             |                                         |                                          |  | José Miguel Agrelot Coliseum, San Juan Widownia: 3758 Sędziowie: Antonio Conde (ESP), Kristian Páez (ECU), Péter Praksch (HUN) |
| 4 lipca 2024 17:30 | Raport | Pkt: Fofana, Zouzoua 16 Zb: Fofana, Thompson 9 As: Diabate 6 |                                         | Pkt: Stoll 23 Zb: Jaimes 12 As: Stoll 11 |  | José Miguel Agrelot Coliseum, San Juan Widownia: 3758 Sędziowie: Antonio Conde (ESP), Kristian Páez (ECU), Péter Praksch (HUN) |

Godziny meczów podane zostały według czasów lokalnych.

#### Grupa B

##### Tabela
| Poz. | Reprezentacja | Pkt | Mecze | Mecze | Mecze | Punkty | Punkty | Punkty | Bilans bezpośrednich meczów |
| Poz. | Reprezentacja | Pkt | M     | Z     | P     | zdob.  | str.   | bilans | Bilans bezpośrednich meczów |
| ---- | ------------- | --- | ----- | ----- | ----- | ------ | ------ | ------ | --------------------------- |
| 1.   | Portoryko     | 4   | 2     | 2     | 0     | 179    | 125    | +54    | -                           |
| 2.   | Włochy        | 3   | 2     | 1     | 1     | 183    | 133    | +50    | -                           |
| 3.   | Bahrajn       | 2   | 2     | 0     | 2     | 109    | 213    | −104   | -                           |

     awans do fazy finałowej

##### Wyniki
| 2 lipca 2024 17:30 | Raport | Włochy 114 – 53 Bahrajn                              | Włochy 114 – 53 Bahrajn | Włochy 114 – 53 Bahrajn                                         |  | José Miguel Agrelot Coliseum, San Juan Widownia: 1560 Sędziowie: Yohan Rosso (FRA), Carlos Peralta (ECU), Rabah Noujaim (LBN) |
| 2 lipca 2024 17:30 | Raport | Rezultaty w kwartach: 19−9, 28−16, 29−17, 38−11      |                         |                                                                 |  | José Miguel Agrelot Coliseum, San Juan Widownia: 1560 Sędziowie: Yohan Rosso (FRA), Carlos Peralta (ECU), Rabah Noujaim (LBN) |
| 2 lipca 2024 17:30 | Raport | Pkt: Melli, Gallinari 14 Zb: Polonara 8 As: Spissu 7 |                         | Pkt: Haji 12 Zb: trzech zawodników 3 As: M. Hamoda, Z. Hamoda 3 |  | José Miguel Agrelot Coliseum, San Juan Widownia: 1560 Sędziowie: Yohan Rosso (FRA), Carlos Peralta (ECU), Rabah Noujaim (LBN) |

| 3 lipca 2024 20:30 | Raport | Bahrajn 56 – 99 Portoryko                       | Bahrajn 56 – 99 Portoryko | Bahrajn 56 – 99 Portoryko                   |  | José Miguel Agrelot Coliseum, San Juan Widownia: 10043 Sędziowie: Antonio Conde (ESP), Andrés Bartel (URU), Péter Praksch (HUN) |
| 3 lipca 2024 20:30 | Raport | Rezultaty w kwartach: 4−19, 15−20, 23−31, 14−29 |                           |                                             |  | José Miguel Agrelot Coliseum, San Juan Widownia: 10043 Sędziowie: Antonio Conde (ESP), Andrés Bartel (URU), Péter Praksch (HUN) |
| 3 lipca 2024 20:30 | Raport | Pkt: Z. Hamoda 15 Zb: Chism 7 As: Haji, Melad 3 |                           | Pkt: Thompson 20 Zb: Toro 12 As: Alvarado 6 |  | José Miguel Agrelot Coliseum, San Juan Widownia: 10043 Sędziowie: Antonio Conde (ESP), Andrés Bartel (URU), Péter Praksch (HUN) |

| 4 lipca 2024 20:30 | Raport | Portoryko 80 – 69 Włochy                         | Portoryko 80 – 69 Włochy | Portoryko 80 – 69 Włochy                    |  | José Miguel Agrelot Coliseum, San Juan Widownia: 12519 Sędziowie: Yohan Rosso (FRA), Andrés Bartel (URU), Carlos Peralta (ECU) |
| 4 lipca 2024 20:30 | Raport | Rezultaty w kwartach: 15−14, 20−26, 22−17, 23−12 |                          |                                             |  | José Miguel Agrelot Coliseum, San Juan Widownia: 12519 Sędziowie: Yohan Rosso (FRA), Andrés Bartel (URU), Carlos Peralta (ECU) |
| 4 lipca 2024 20:30 | Raport | Pkt: Alvarado 29 Zb: Ortiz 8 As: Waters 12       |                          | Pkt: Gallinari 14 Zb: Melli 11 As: Spissu 5 |  | José Miguel Agrelot Coliseum, San Juan Widownia: 12519 Sędziowie: Yohan Rosso (FRA), Andrés Bartel (URU), Carlos Peralta (ECU) |

Godziny meczów podane zostały według czasów lokalnych.

### Faza finałowa
|  |           |           |           |           |    |       |       |       |
|  | Półfinał  | Półfinał  | Półfinał  |           |    | Finał | Finał | Finał |
|  | Półfinał  | Półfinał  | Półfinał  |           |    | Finał | Finał | Finał |
|  | 6 lipca   |           |           |           |    |       |       |       |
|  |           |           |           |           |    |       |       |       |
|  | Włochy    | Włochy    | 64        |           |    |       |       |       |
|  | Włochy    | Włochy    | 64        | 7 lipca   |    |       |       |       |
|  | Litwa     | Litwa     | 88        |           |    |       |       |       |
|  | Litwa     | Litwa     | 88        |           |    | Litwa | Litwa | 68    |
|  | 6 lipca   |           |           |           |    | Litwa | Litwa | 68    |
|  |           |           | Portoryko | Portoryko | 79 |       |       |       |
|  | Portoryko | Portoryko | Portoryko | Portoryko | 79 | 98    |       |       |
|  | Portoryko | Portoryko |           |           |    |       |       |       |
|  | Meksyk    | Meksyk    | 78        |           |    |       |       |       |
|  | Meksyk    | Meksyk    | 78        |           |    |       |       |       |

#### Wyniki

##### Półfinały
| 6 lipca 2024 16:00 | Raport | Włochy 64 – 88 Litwa                             | Włochy 64 – 88 Litwa | Włochy 64 – 88 Litwa                                                  |  | José Miguel Agrelot Coliseum, San Juan Widownia: 4766 Sędziowie: Antonio Conde (ESP), Péter Praksch (HUN), James Boyer (AUS) |
| 6 lipca 2024 16:00 | Raport | Rezultaty w kwartach: 21−25, 17−22, 15−21, 11−20 |                      |                                                                       |  | José Miguel Agrelot Coliseum, San Juan Widownia: 4766 Sędziowie: Antonio Conde (ESP), Péter Praksch (HUN), James Boyer (AUS) |
| 6 lipca 2024 16:00 | Raport | Pkt: Gallinari 15 Zb: Melli 4 As: Tonut 7        |                      | Pkt: Grigonis 23 Zb: Butkevičius, Sabonis 8 As: Jokubaitis, Sabonis 4 |  | José Miguel Agrelot Coliseum, San Juan Widownia: 4766 Sędziowie: Antonio Conde (ESP), Péter Praksch (HUN), James Boyer (AUS) |

| 6 lipca 2024 19:00 | Raport | Portoryko 98 – 78 Meksyk                         | Portoryko 98 – 78 Meksyk | Portoryko 98 – 78 Meksyk                 |  | José Miguel Agrelot Coliseum, San Juan Widownia: 12730 Sędziowie: Yohan Rosso (FRA), Andrés Bartel (URU), Carlos Peralta (ECU) |
| 6 lipca 2024 19:00 | Raport | Rezultaty w kwartach: 20−28, 27−14, 30−20, 21−19 |                          |                                          |  | José Miguel Agrelot Coliseum, San Juan Widownia: 12730 Sędziowie: Yohan Rosso (FRA), Andrés Bartel (URU), Carlos Peralta (ECU) |
| 6 lipca 2024 19:00 | Raport | Pkt: Waters 24 Zb: Toro 9 As: Waters 4           |                          | Pkt: Jaimes 23 Zb: Jaimes 13 As: Stoll 8 |  | José Miguel Agrelot Coliseum, San Juan Widownia: 12730 Sędziowie: Yohan Rosso (FRA), Andrés Bartel (URU), Carlos Peralta (ECU) |

##### Finał
| 7 lipca 2024 18:00 | Raport | Litwa 68 – 79 Portoryko                                  | Litwa 68 – 79 Portoryko | Litwa 68 – 79 Portoryko                              |  | José Miguel Agrelot Coliseum, San Juan Widownia: 13504 Sędziowie: Antonio Conde (ESP), Yohan Rosso (FRA), Andrés Bartel (URU) |
| 7 lipca 2024 18:00 | Raport | Rezultaty w kwartach: 19−19, 16−20, 15−23, 18−17         |                         |                                                      |  | José Miguel Agrelot Coliseum, San Juan Widownia: 13504 Sędziowie: Antonio Conde (ESP), Yohan Rosso (FRA), Andrés Bartel (URU) |
| 7 lipca 2024 18:00 | Raport | Pkt: Jokubaitis 16 Zb: Sabonis 9 As: Grigonis 6          |                         | Pkt: Alvarado 23 Zb: Alvarado, Ortiz 6 As: Conditt 4 |  | José Miguel Agrelot Coliseum, San Juan Widownia: 13504 Sędziowie: Antonio Conde (ESP), Yohan Rosso (FRA), Andrés Bartel (URU) |
| 7 lipca 2024 18:00 | Raport | Portoryko awansowało na Letnie Igrzyska Olimpijskie 2024 |                         |                                                      |  | José Miguel Agrelot Coliseum, San Juan Widownia: 13504 Sędziowie: Antonio Conde (ESP), Yohan Rosso (FRA), Andrés Bartel (URU) |

Godziny meczów podane zostały według czasów lokalnych.